# Fjäriln vingad syns på Haga
"Fjäriln vingad syns på Haga" eller "Om Haga" är den 64:e sången i Carl Michael Bellmans samlingsverk Fredmans sånger, utgivet 1791. Den har varit vanlig som allsång. Sången skrevs till en början som vädjobrev till Gustaf Mauritz Armfeldt, troligen i början av 1791, för att skaldens hustru Lovisa skulle få posten som åldfru vid Haga slott som höll på att uppföras, men omarbetades till utgåvan av sångerna, bland annat genom att två verser ströks och ersattes av en enda. Sången dedicerades om till herr kaptenen Kirstein som vid denna tid var skaldens hyresvärd på Klarabergsgatan.
Texten är uppbyggd så att den skildrar hur våren anländer till Haga, med början i första strofen hos småkryp, via landskapet i stort med ängar, bäckar och skogar i den andra, och mytiska najader i Brunnsviken i den tredje, som skickar upp höga kaskader av vatten. I sista strofen möter diktens jag sin älskade i parken under åsyn av den milde konungen, som möjliggjort allt detta. Dikten blir alltså en hyllning till Gustav III, men på en tämligen abstrakt nivå.

## Inspelningar
En tidig inspelning gjordes av Gustaf Adolf Lund i Stockholm 1904. Visan har också spelats in på engelska, av William Clausson som "On a Summer's Day in Haga". samt av Martin Best som "Haga" 1995 och av Bengt Hallberg trio som "Haga Butterfly" 1992. Johanna Grüssner och Mika Pohjola gjorde en inspelning i potpurri med "Glimmande nymf" på sitt visalbum Nu blir sommar år 2006.
I Zecchino d'Oro år 2005 fanns den med under den italienska titeln "Il mio cuore è un gran pallone".